# 北海道薬科大学の人物一覧
北海道薬科大学の人物一覧（ほっかいどうやっかだいがくのじんぶついちらん）は、北海道薬科大学に関係する人物の一覧記事。

## OB・OG

### 文学
- 倉世春 - 少女小説家

### マスコミ
- 石田久美子 - 札幌テレビアナウンサー

### その他
- 村上智彦 - 医師